# Nursultan Nazarbayev
Nursultan Abishevich Nazarbayev (tiếng Kazakh: Нұрсұлтан Әбішұлы Назарбаев; sinh ngày 6 tháng 7 năm 1940) là cựu tổng thống Kazakstan. Tổng thống Nursultan Nazarbayev cũng là tổng tư lệnh các lực lượng vũ trang và có quyền phủ quyết luật. Ông đã làm tổng thống Kazakhstan từ khi quốc gia này độc lập vào năm 1991, sau sự sụp đổ của Liên Xô. Trong tháng 4 năm 2011, tổng thống Nazarbayev tái đắc cử một nhiệm kỳ năm năm nhận được 95,54% số phiếu bầu với 89,9% cử tri đăng ký tham gia (tăng từ 76,8% trong cuộc bầu cử tổng thống năm 2005). Ông đã từ chức vào ngày 19 tháng 3 năm 2019.
Năm 1984, Nazarbayev đã trở thành Chủ tịch của Hội đồng Bộ trưởng, làm việc dưới quyền Dinmukhamed Kunayev, Bí thư thứ nhất của Đảng Cộng sản Kazakhstan. Ông là Bí thư thứ nhất của Đảng Cộng sản Kazakhstan 1989-1991.
Nazarbayev chỉ trích Askar Kunayev, người đứng đầu của Viện hàn lâm tại kỳ họp thứ 16 của Đảng Cộng sản Kazakhstan tháng 1 năm 1986 không cải cách cơ quan của ông. Dinmukhamed Kunayev, sếp của Nazarbayev và anh trai của Askar, cảm thấy tức giận sâu sắc và bị phản bội. Kunayev đã đến Moskva và yêu cầu sa thải Nazarbayev trong khi những người ủng hộ Nazarbayev thì vận động để miễn nhiệm Kunayev và thăng chức cho Nazarbayev. Mikhail Gorbachev chấp nhận việc từ chức của Kunayev, thay thế ông bằng Gennady Kolbin, một người Nga, gây ra ba bạo loạn được biết đến như Jeltoqsan.
Nazarbayev thay thế Kolbin, mặc dù chức vụ của ông có ít quyền ở Kazakhstan, vào ngày 22 tháng 6 năm 1989. Ông là Chủ tịch Xô Viết tối cao (đứng đầu nhà nước) từ ngày 22 tháng 2, ngày 24 tháng 4 năm 1990. Nazarbayev được bầu làm chủ tịch của Xô viết tối cao Kazakhstan ngày 24 tháng 4.